# Microiulus luteus
Microiulus luteus är en mångfotingart som beskrevs av Carl Graf Attems 1951. Microiulus luteus ingår i släktet Microiulus och familjen kejsardubbelfotingar. Inga underarter finns listade i Catalogue of Life.